# Bošnjane (okręg szumadijski)
Bošnjane (cyr. Бошњане) – wieś w Serbii, w okręgu szumadijskim, w gminie Rača. W 2011 roku liczyła 498 mieszkańców.